# Landschaftsschutzgebiet Wildewiese

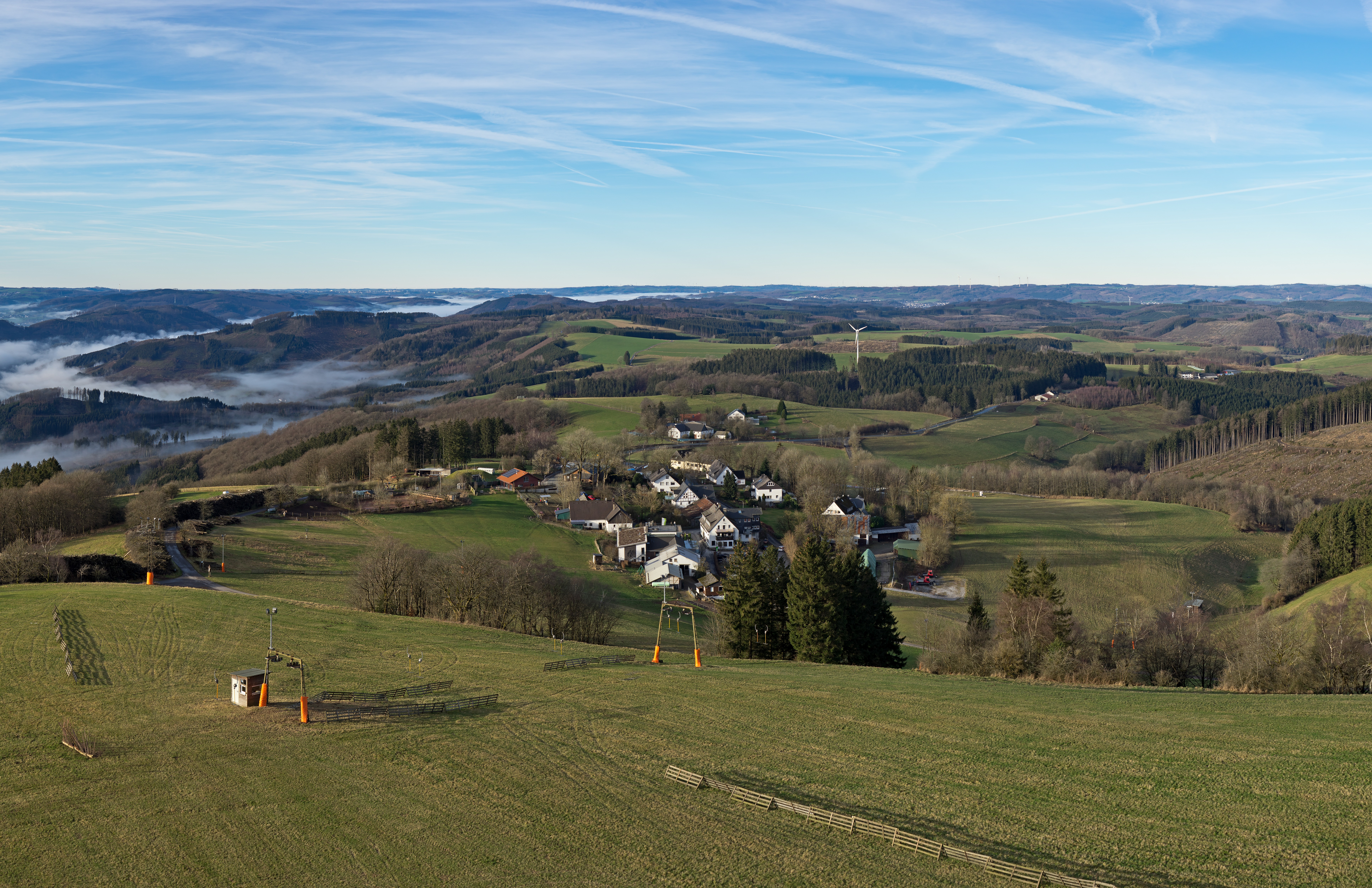
Landschaftsschutzgebiet Wildewiese

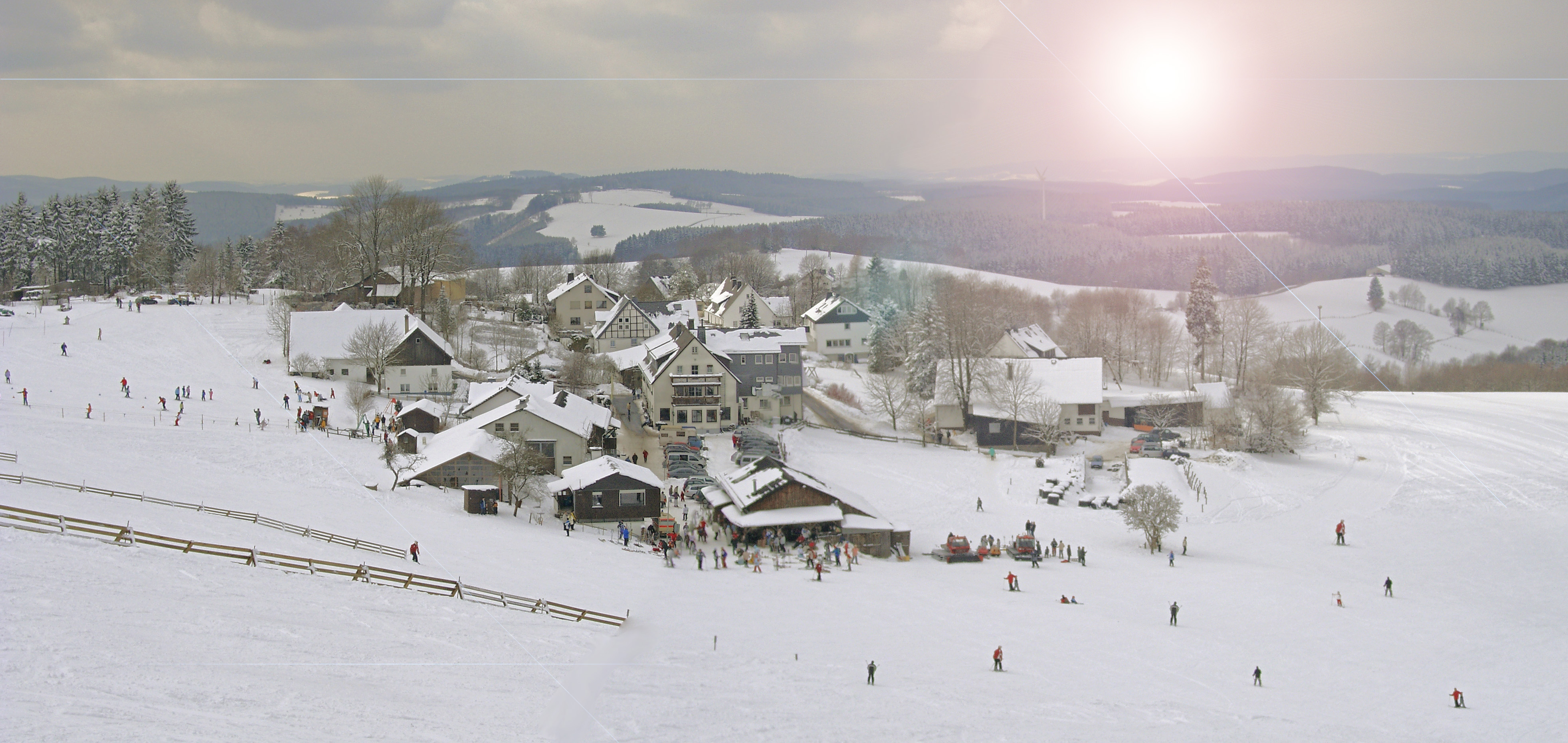
Winterpanorama Wildewiese mit Landschaftsschutzgebiet Wildewiese

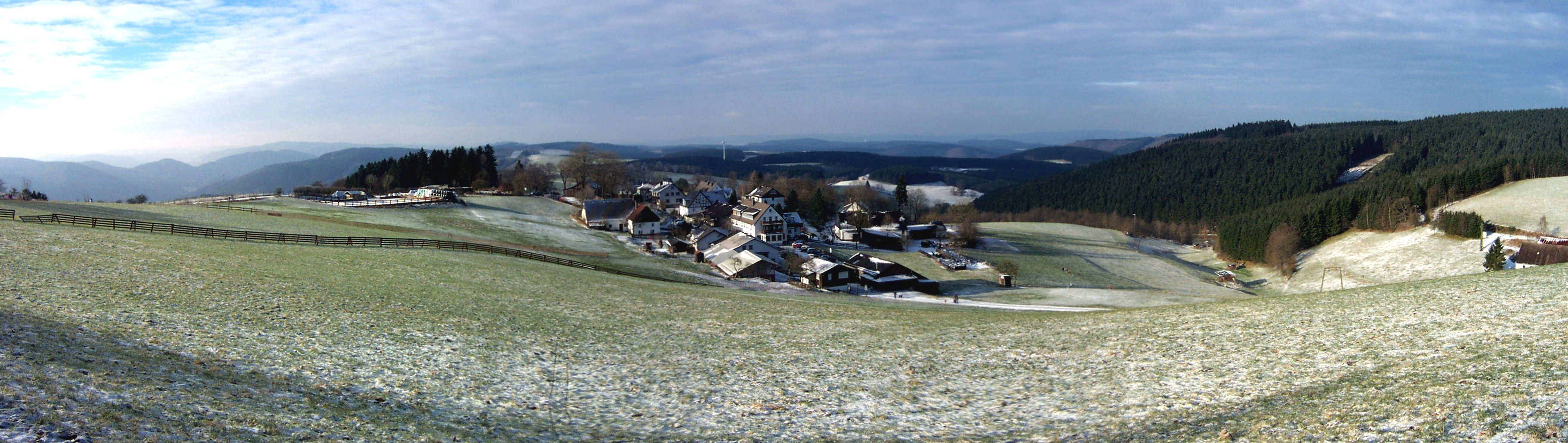
Panorama (2003)

Das Landschaftsschutzgebiet Wildewiese mit 60,9 ha Flächengröße liegt im Stadtgebiet von Sundern im Hochsauerlandkreis. Es wurde 1993 mit dem Landschaftsplan Sundern durch den Kreistag des Hochsauerlandkreises als Landschaftsschutzgebiet (LSG) mit 40,14 ha Flächengröße ausgewiesen. Bei der Neuaufstellung des Landschaftsplanes Sundern wurde es als Landschaftsschutzgebiet vom Typ B – Ortsrandlagen, Landschaftscharakter, erneut ausgewiesen und vergrößert.

## Beschreibung
Das LSG umfasst die Grünlandflächen um Wildewiese mit der Kuppe des Schombergs und dem Aussichtsturm Schomberg. Ein Teil des Grünlandes wird als Skigebiet auf 540 bis 645 m Höhe mit fünf Liften und mehreren leichten bis mittelschweren Abfahrten von 100 bis 1200 m Länge genutzt. Das LSG gehört zum Naturpark Sauerland-Rothaargebirge.

## Schutzzweck
Die Ausweisung erfolgte u. a. zur Sicherung der Vielfalt und Eigenart der Landschaft im Nahbereich der Ortslage sowie in alten landwirtschaftlichen Vorranggebieten insbesondere durch deren Offenhaltung; Erhaltung der Leistungsfähigkeit des Naturhaushalts hinsichtlich seines Artenspektrums und der Nutzungsfähigkeit der Naturgüter.

## Rechtliche Vorschriften
Wie in den anderen Landschaftsschutzgebieten vom Typ B im Stadtgebiet besteht im LSG ein Verbot, Bauwerke zu errichten. Vom Verbot ausgenommen sind Bauvorhaben für Gartenbaubetriebe, Land- und Forstwirtschaft. Die Untere Naturschutzbehörde kann Ausnahme-Genehmigungen für Bauten aller Art erteilen. Wie in den anderen Landschaftsschutzgebieten vom Typ B in Sundern besteht im LSG ein Verbot der Erstaufforstung und Weihnachtsbaum-, Schmuckreisig- und Baumschul-Kulturen anzulegen.
Wie für alle Landschaftsschutzgebiete vom Typ B im Landschaftsplangebiet wurde das Gebot erlassen das Gebiet durch landwirtschaftlichen Nutzung oder durch geeignete Pflegemaßnahmen von Bewaldung freizuhalten.